# Porta Westfalica (Stadt)
Porta Westfalica ([ˈpɔʁta vɛst'faːlika] ⓘ, lateinisch für Westfälische Pforte) ist eine Mittelstadt mit rund 37.000 Einwohnern im Kreis Minden-Lübbecke. Sie liegt im nordöstlichen Nordrhein-Westfalen, in der Region Ostwestfalen-Lippe zwischen Minden und Bielefeld. Die heutige Stadt entstand im Rahmen der Gemeindegebietsreform 1973 durch Zusammenschluss von 15 Gemeinden. Als Stadtzentrum und Verwaltungssitz fungiert der Stadtteil Hausberge.
Der gewählte Name der neuen Kommune deutet auf ihre Lage am Weserdurchbruch Porta Westfalica hin, in dem die Weser durch das Gebirgstor zwischen dem Weser- und dem Wiehengebirge in die Norddeutsche Tiefebene übergeht.

## Geografie

### Geografische Lage

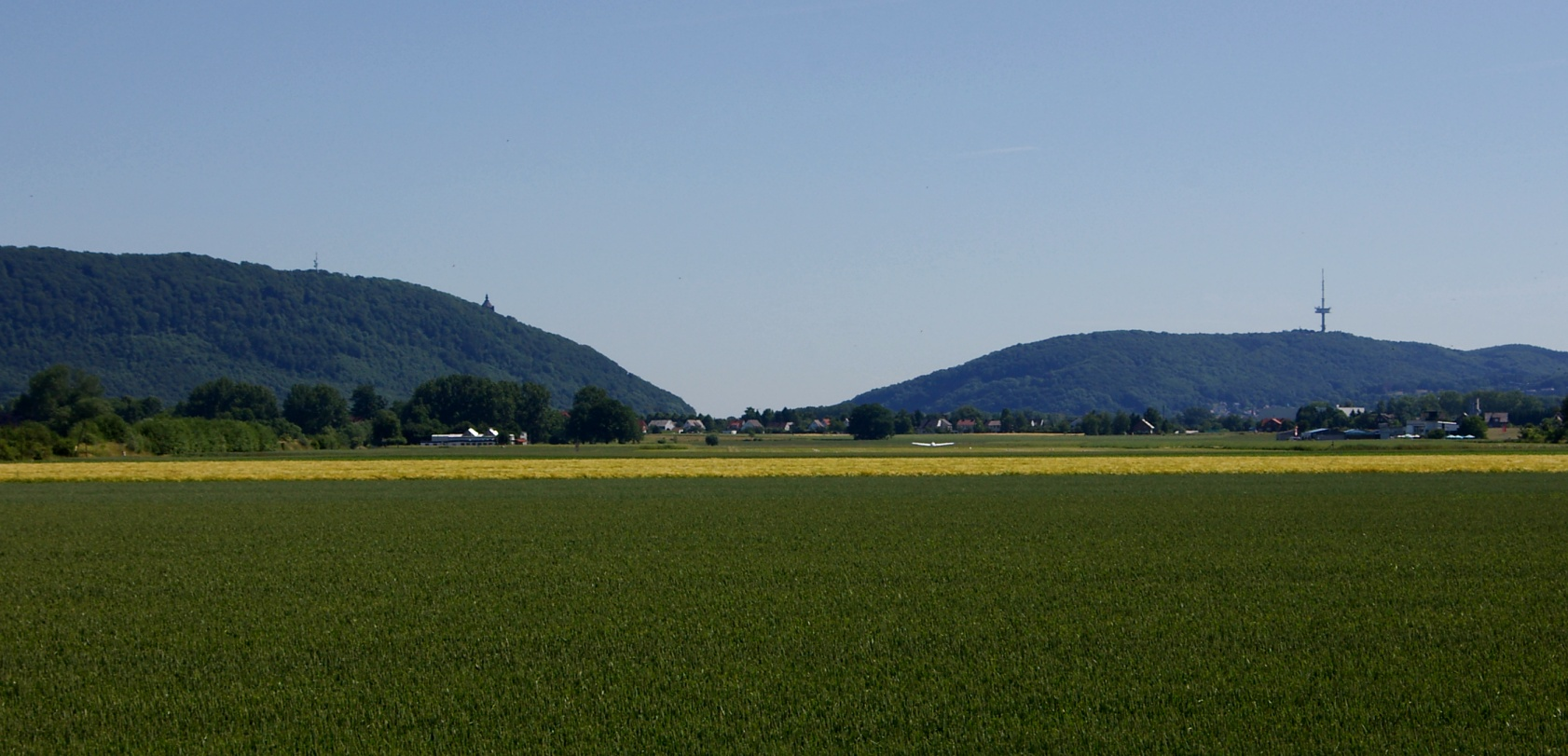
Porta Westfalica

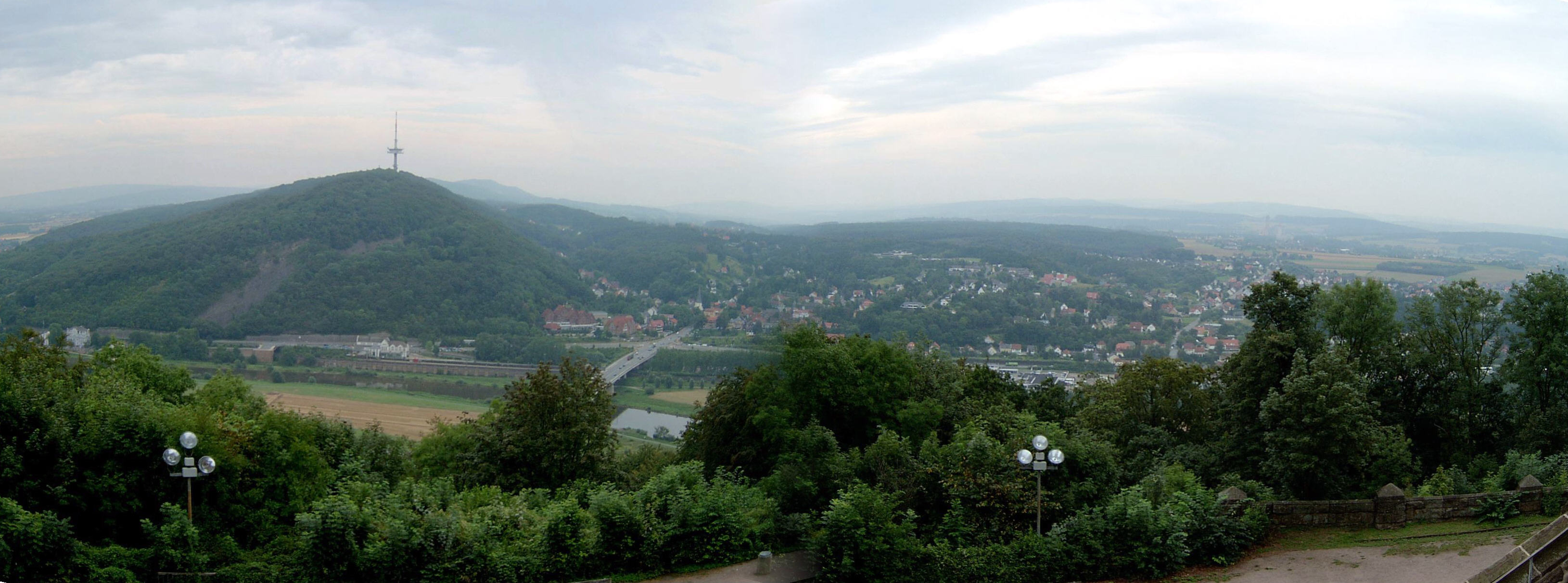
Blick über die Porta Westfalica zum Wesergebirge

Die Stadt Porta Westfalica liegt im Nordosten Nordrhein-Westfalens und im Südosten des Kreises Minden-Lübbecke. Die von Süden kommende Weser durchquert hier an der namensgebenden Porta Westfalica den in west-östlicher Richtung verlaufenden Höhenzug des Weser- und Wiehengebirges mit Gipfelhöhen zwischen 200 und knapp über 300 Metern im Stadtgebiet.
Das Stadtgebiet liegt nördlich und südlich Gebirgszugs sowie östlich und westlich der Weser. Der südliche Teil der Stadt wird weitgehend vom Großen Weserbogen begrenzt. Im  Bereich des Weserbogens entstanden mehrere große Seen als Folge des Kiesabbaus. Naturräumlich liegt das Stadtgebiet im Übergangsbereich des Unteren Weserberglands und der Norddeutschen Tiefebene. Der in der Norddeutschen Tiefebene gelegene Teil des Stadtgebietes beidseitig der Weser im Mittleren Wesertal wird landschaftlich zum Mindener Land gezählt. Der südlich gelegene etwas hügeligere Teil abseits des Oberen Wesertals wird teilweise dem Ravensberger Hügelland zugerechnet.
Die nächstgelegenen Großstädte sind Bielefeld (35 Kilometer südwestlich von Porta Westfalica), Osnabrück (60 km westlich) und Hannover (60 km nordöstlich).

### Geologie und Böden

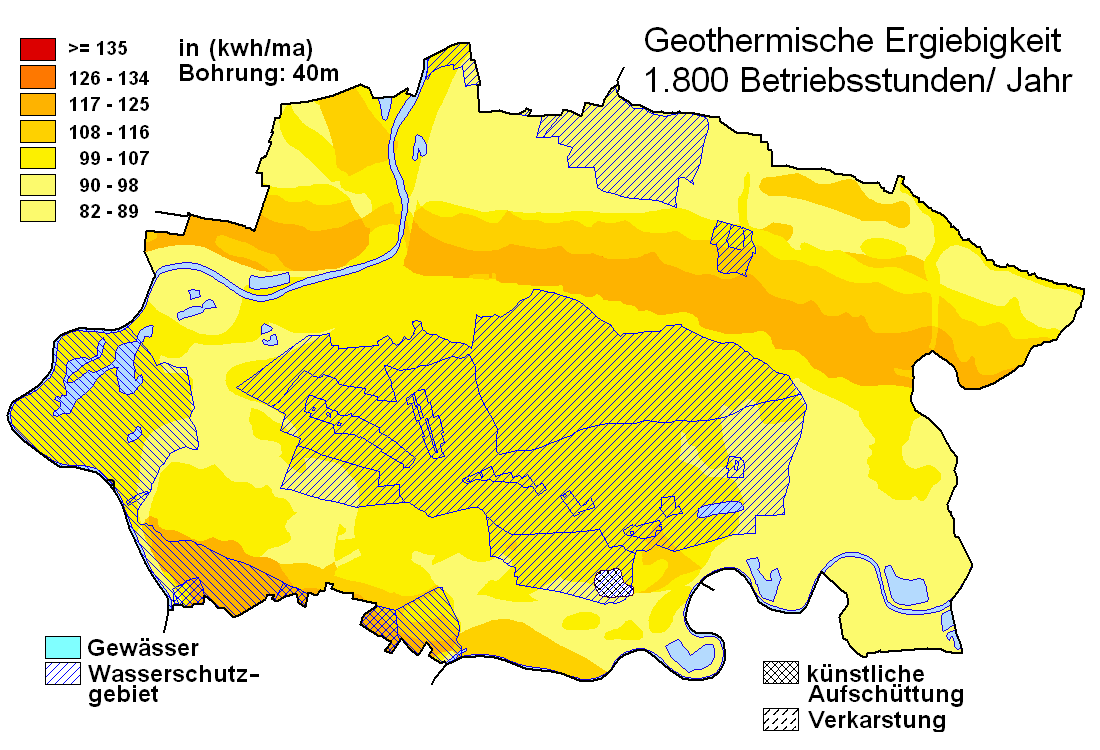
Geothermische Karte von Porta Westfalica

Der Untergrund an der Porta Westfalica besteht aus bis zu 4000 m mächtigen Sedimenten der Trias, des Juras und der Unteren Kreide. Darunter Gesteine des Erdaltertums (Devon, Karbon, Perm).
An der Oberfläche besteht das Gestein hauptsächlich aus Ton-, Mergel-, Kalk- und Sandsteinen des mittleren Erdmittelalters (Jura). Überregionale Bedeutung hatte der Portasandstein, der seit dem 11. Jahrhundert verwendet wurde. Am Nordhang der Mittelgebirge treten aber auch Ton- und Mergelsteine des späten Erdmittelalters (Untere Kreide) zutage. Um Holtrup treten auch Ton-, Schluff- und Sandsteine des frühen Erdmittelalters (Oberer Keuper) zutage. Im Kammbereich des Wiehen-/Wesergebirges, das in geologischer Sicht identisch ist, dominieren ebenfalls Gesteine des Jura. Im Bergvorland dominieren Lockergesteine (Kiese, Sande und Schluffe), die während des Eiszeitalters und in der Nacheiszeit abgelagert wurden.
Im Gebiet finden sich großflächig fruchtbare, zum Ackerbau geeignete, Lössböden im Gebirgsvorland. Sie sind als Parabraunerden oder bei Staunässe als Pseudogleye ausgebildet. Bei zutage tretenden Festgesteinen des Erdmittelalters (Holtrup, Kammlagen) sind die Lössdicken stark reduziert. Hier finden sich Braunerden aus steinigem tonigem Lehm. In den exponierten Höhenlagen der Gebirge ist die Mächtigkeit dieser Schichten stark reduziert; auf Kalkgesteinen finden sich daher auch Rendzinen. In der Wesertalung und ihren Auen finden sich weniger fruchtige, teils feuchte, sandige oder kiesige Braunerden, die der Fluss abgelagert hat. Landwirtschaftlich werden diese Böden nur extensiv genutzt. Teilweise entstanden hier auch Torfschichten, die Niedermoore bilden.
Porta Westfalica eignet sich in Berg- und weiteren Einzellagen sehr gut zur Nutzung von geothermischen Wärmequellen mittels Erdwärmesonde und Wärmegewinnung durch Wärmepumpenheizungen (vgl. dazu die nebenstehende Karte).

### Ausdehnung und Nutzung des Stadtgebiets
Das rund 105 Quadratkilometer große Stadtgebiet dehnt sich von Süden nach Norden etwa neun Kilometer aus. Die maximale Ausdehnung von Osten nach Westen beträgt rund 14 Kilometer. Der höchste Punkt der Stadt ist der im Wesergebirge gelegene Papenbrink mit 303 m ü. NN (52° 13′ 17″ N, 9° 3′ 0″ O). Der tiefste Punkt liegt im Wesertal bei Neesen mit rund 39 m ü. NN (52° 16′ 4″ N, 8° 55′ 39″ O).
Die Stadtfläche wird überwiegend landwirtschaftlich genutzt. Im Wesentlichen sind nur das Wiehengebirge und das Wesergebirge bewaldet. Eine Übersicht über die Flächennutzung gibt folgende Tabelle:
| Fläche nach Nutzungsart       | Fläche in ha | Anteil |
| ----------------------------- | ------------ | ------ |
| Landwirtschaft                | 5555         | 52,8 % |
| Wald                          | 1713         | 16,3 % |
| Siedlungs- und Verkehrsfläche | 2498         | 23,8 % |
| Gewässer                      | 0400         | 03,8 % |
| Sonstige Nutzung              | 0352         | 03,4 % |

Quelle: LDS

### Nachbargemeinden
Porta Westfalica grenzt im Westen an die Stadt Bad Oeynhausen, im Norden an die Stadt Minden (beide Kreis Minden-Lübbecke, Nordrhein-Westfalen), im Norden, Osten und Südosten an die Städte Bückeburg und Rinteln im niedersächsischen Landkreis Schaumburg. Im Südwesten grenzt sie an die Stadt Vlotho im Kreis Herford und im Süden an Kalletal im Kreis Lippe (beide Nordrhein-Westfalen).

### Stadtgliederung

Ortsteile der Stadt Porta Westfalica

Nach § 3, Abs. 4 der Hauptsatzung werden die 15 Stadtteile von Porta Westfalica durch acht Bezirksausschüsse organisiert, um anfallende Probleme in den einzelnen Ortsteilen aufzugreifen und zu lösen.
(Einwohnerzahl Stand 31. Dezember 2022):
- Bezirksausschuss I: Hausberge (5421),
- Bezirksausschuss II: Holzhausen (4463)
- Bezirksausschuss III: Barkhausen (4334)
- Bezirksausschuss IV: Neesen (2380), Lerbeck (3960)
- Bezirksausschuss V: Nammen (2258), Wülpke (614), Kleinenbremen (3467)
- Bezirksausschuss VI: Eisbergen (3454)
- Bezirksausschuss VII: Veltheim (2697), Lohfeld (1257)
- Bezirksausschuss VIII: Möllbergen (1618), Holtrup (1059), Vennebeck (1004), Costedt (537)

### Klima
Das Klima in Porta Westfalica wird durch die Lage im ozeanisch-kontinentalen Übergangsbereich Mitteleuropas und durch seine naturräumliche Lage in der Ravensberger Mulde im Süden und im Mindener Land im Norden bestimmt. Das Gebiet liegt überwiegend im Bereich des subatlantischen Seeklimas, weist aber temporäre kontinentale Einflüsse auf. Die Winter sind unter atlantischem Einfluss meist mild, die Sommer mäßig-warm, die Niederschläge relativ gleichmäßig verteilt. Die Jahresmitteltemperatur liegt bei etwa 8,5 °C, wobei die Höhenlage diese beeinflusst. Die Höhenlagen des Wiehen- und Wesergebirges sind rund 0,5 °C kühler. Die Wesertalung und der Bereich der Norddeutschen Tiefebene um bis zu 0,5 °C wärmer.
Die Niederschläge in der Ravensberger Mulde sind maßgeblich durch die geschützte Beckenlage beeinflusst. Der Teutoburger Wald, das Eggegebirge und Lipper Bergland schirmen die Ravensberger Mulde gegen die vom Atlantik kommenden, feuchten Wetterfronten aus Vorzugswindrichtung Süd-West ab. Die mittlere Jahresniederschlagsmenge liegt hier bei rund 750 mm. Der in der Norddeutschen Tiefebene gelegene Teil weist niedrigere Jahresniederschlagssummen von rund 700 mm auf.

## Geschichte

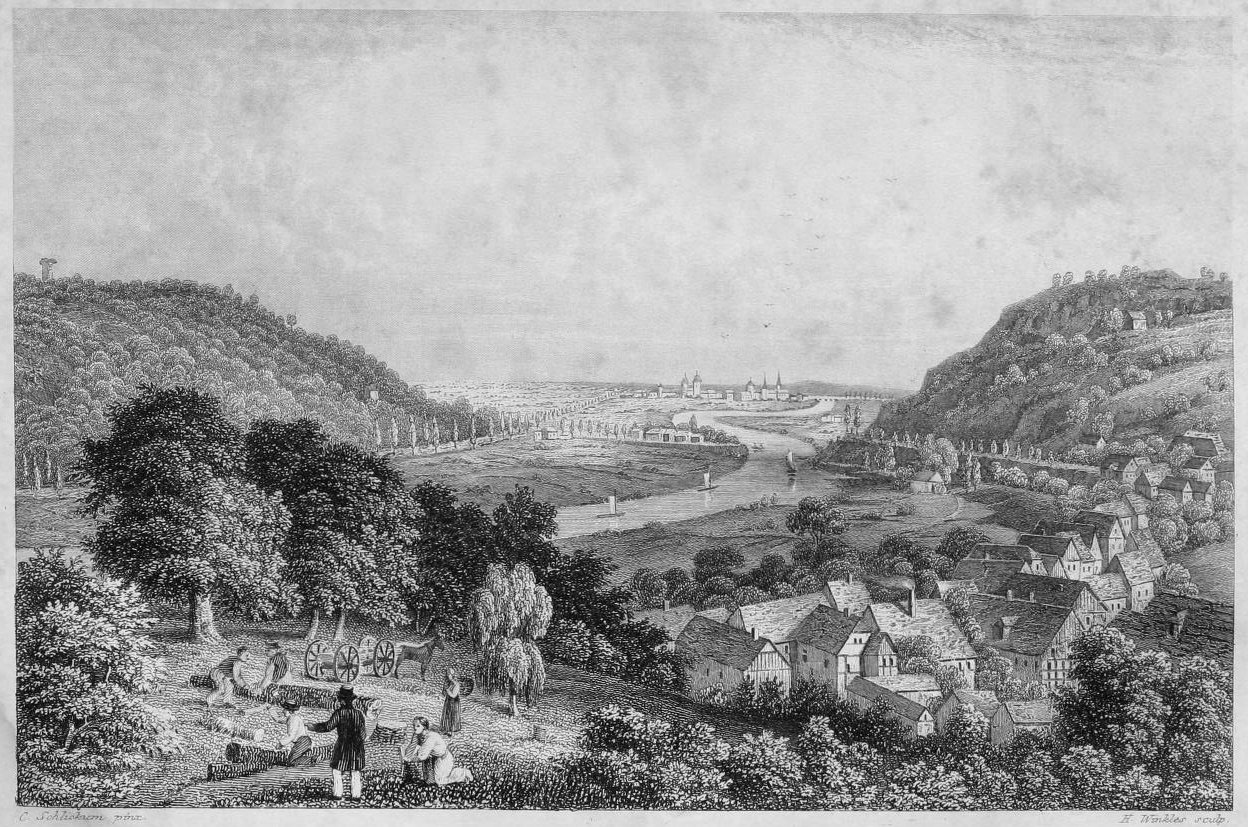
Porta Westfalica um 1841

Jungsteinzeitliche Funde im heutigen Stadtgebiet belegen eine frühe Besiedlung der Niederterrassen rechts und links der Weser.
Der lateinische Name der Stadt entstand erst im 18. Jahrhundert, als die lateinische und französische Sprache bei den Adeligen in Mode war, so dass er kein Indiz für eine römische Besiedlung sein kann. Mit dem Namen Porta Westfalica („Westfälische Pforte“) benannte man das Durchbruchstal der Weser zwischen Weser- und Wiehengebirge. Als Bezeichnung für die heutige Stadt wurde Porta Westfalica erst 1973 gewählt.
Eine kontinuierliche Besiedlung besteht mutmaßlich seit der sächsischen Zeit. Eine erste Besiedlung des heutigen Stadtgebiets ist seit 1019 schriftlich belegt. Die erste bekannte Ansiedlung an diesem Ort datiert man auf das Jahr 1096, als erstmals die Schalksburg urkundlich erwähnt wurde. Sie war im Besitz der Herren vom Berge, die bis 1397 die Vogteirechte im Hochstift Minden ausübten. Die Schalksburg entwickelte sich zu einem bedeutenden Verwaltungssitz der Region und war Jahrhunderte Sitz des Amtes Hausberge. Um diese herum entstand der heutige Stadtkern von Porta Westfalica. Erstmals im Jahre 1353 wurden auch Burgleute bekundet, welche in der nunmehr „Haus zum Berge“ genannten Burg residierten. Die umgebende Siedlung wurde mit der Zeit nach der Burg „Hausberge“ genannt.
Die Marktrechte wurden 1618, die Stadtrechte 1720 vergeben. Der Ort lag abseits der Hauptverkehrswege und entwickelte sich daher in der Folgezeit nur langsam. Als das Hochstift Minden 1648 an Brandenburg-Preußen fiel, blieb Hausberge Sitz des nun preußischen Amtes Hausberge mit den Vogteien Übernstieg, Berg und Bruch, Gohfeld und Landwehr (zzgl. Flecken Hausberge). Das Amt umfasste vollständig oder in Teilen die heutigen Gebiete der Kommunen Porta Westfalica, Minden, Bad Oeynhausen, Löhne und Vlotho. Zwar verblasste die Bedeutung des Amtes nach Gründung Minden-Ravensbergs und der Einführung landrätlicher Bezirke zusehends, aber dennoch sollte das Amt Hausberge bis zum Ende des Fürstentums Minden Bestand haben.
1806 wurde das Gebiet von Frankreich besetzt und 1807 dem de facto französischen Vasallenstaat Königreich Westphalen eingegliedert. Es war zunächst Teil des Departements der Weser und dessen Distrikt Minden. Die Orte rechts der Weser wurden im Kanton Hausberge zusammengefasst. Nur Barkhausen links der Weser war Teil des Kantons Haddenhausen. 1810 fiel Barkhausen direkt an Frankreich und war fortan Teil der Bürgermeisterei Dützen im Kanton Minden (Departement der Oberen Ems). Der rechtsseitige Teil der heutigen Stadt Porta Westfalica verblieb größtenteils im Königreich Westphalen. Dieser Teil wurde in das Departement der Leine (Distrikt Rinteln) eingegliedert.
Ein größeres Wachstum von Hausberge setzte erst mit dem Bau der Stammstrecke der Köln-Mindener Eisenbahn-Gesellschaft im 19. Jahrhundert ein. 1864 wurde die erste Weserbrücke im heutigen Stadtgebiet zwischen Barkhausen und Hausberge errichtet, damals eine Kettenbrücke.
1896 wurde das Wahrzeichen der Stadt, das Kaiser-Wilhelm-Denkmal erbaut.
1944 ereignete sich in der Nähe des Bahnhofs Porta der Eisenbahnunfall an der Porta Westfalica, bei dem 79 Menschen starben.
2008 wurden im Ortsteil Barkhausen das Römerlager Porta Westfalica entdeckt. Vor Ort befindet sich heute noch eine Dauerausstellung zu dem Römerlager und zur weiteren Funden. Ergänzt wird die Ausstellung seit 2022 durch einen weiteren Teil, in dem unterschiedliche ur- und frühgeschichtliche Funde aus dem Ressort der Stadt Porta Westfalica präsentiert werden. Betrieben wird dieses Kleinstmuseum seit der Wiedereröffnung am 26. Februar 2022 von einer Arbeitsgruppe der Gesellschaft zur Förderung der Bodendenkmalpflege im Kreis Minden-Lübbecke e. V. und dem Verein Natur- und Heimatpflege Porta e. V. (NHP).
Im Jahr 2023 feiert die Stadt Porta Westfalica ihr 50-jähriges Bestehen seit der Gebietsreform im Januar 1973.

### Eingemeindungen
Die heutige Stadt Porta Westfalica entstand im Rahmen der Gebietsreform nach dem Bielefeld-Gesetz vom 24. Oktober 1972 mit Wirkung vom 1. Januar 1973 und wurde dadurch amtlich als solche benannt. Damit wurde ein Begriff, der vorher nur als Landschaft bekannt war, auf eine Stadt übertragen. Zum Sitz von Rat und Verwaltung wurde der alte Amtssitz Hausberge bestimmt, gleichzeitig wurde Hausberge Stadtkern, der im Zeitraum von 1978 bis 1988 als Stadtmitte städtebaulich entwickelt wurde.
14 der 16 rechtlich selbständigen Gemeinden des Amtes Hausberge im ehemaligen Kreis Minden wurden zusammengefasst; zwei Gemeinden wechselten zu anderen Kommunen: Die Gemeinde Uffeln wechselte als Ortsteil zur Stadt Vlotho im Kreis Herford, Meißen kam zur Kreisstadt Minden. Die Gemeinde Barkhausen, bis dahin im gleichzeitig aufgelösten Amt Dützen (ebenfalls Kreis Minden) gelegen, wurde nach Porta Westfalica eingemeindet.
Die 15 zusammengefassten ehemaligen Gemeinden bilden die heutigen Ortsteile von Porta Westfalica. Nach dem 1. Januar 1973 gab es keine weiteren Umgliederungen oder Eingemeindungen in das Stadtgebiet.

### Einwohnerentwicklung
| Jahr                | Einwohner |
| ------------------- | --------- |
| 1973 (1. Januar)    | 34.321    |
| 1974 (30. Juni)     | 34.529    |
| 1975 (31. Dezember) | 34.946    |
| 1980 (31. Dezember) | 34.532    |
| 1985 (31. Dezember) | 33.193    |
| 1987 (25. Mai) ¹    | 33.787    |
| 1990 (31. Dezember) | 35.061    |
| 1995 (31. Dezember) | 35.794    |

| Jahr                | Einwohner |
| ------------------- | --------- |
| 2001 (31. Dezember) | 37.250    |
| 2002 (31. Dezember) | 37.303    |
| 2003 (31. Dezember) | 37.313    |
| 2004 (31. Dezember) | 37.348    |
| 2005 (31. Dezember) | 37.306    |
| 2006 (31. Dezember) | 37.211    |
| 2007 (31. Dezember) | 35.660    |
| 2008 (30. Juni)     | 35.577    |

| Jahr                | Einwohner |
| ------------------- | --------- |
| 2012 (31. Dezember) | 35.347    |
| 2017 (31. Dezember) | 35.660    |

¹ Volkszählungsergebnis (Angabe für jeweils aktuellen Gebietsstand)

### Religionen

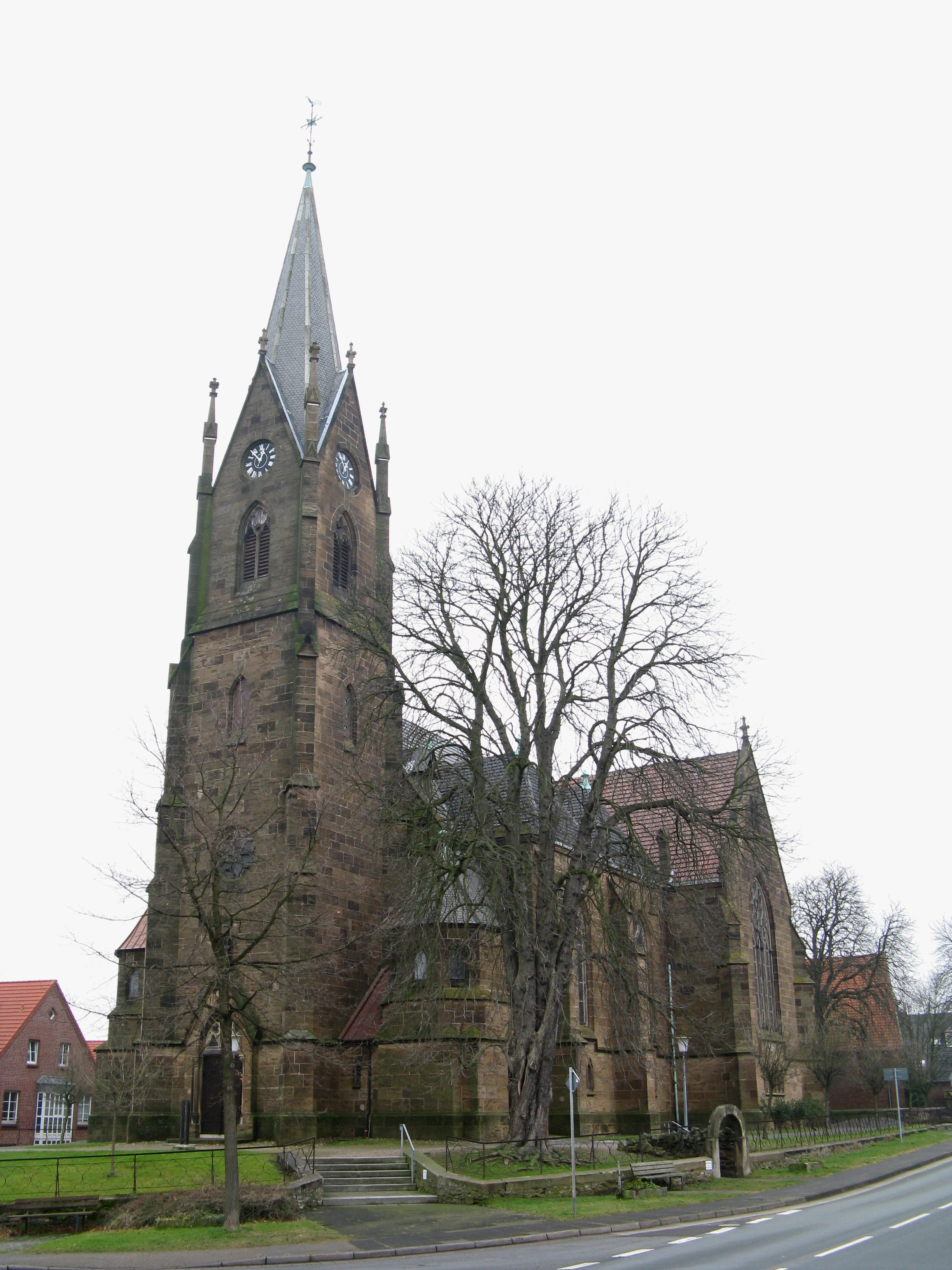
Kirche in Lerbeck

Die Bevölkerung ist überwiegend evangelisch-lutherisch, nachdem das Hochstift Minden die evangelische Lehre annahm und spätestens seitdem es 1648 säkularisiert wurde und als Fürstentum Minden dem protestantischen Preußen zugeschlagen wurde.
Kleinere Verschiebungen in der Konfessionslandschaft waren eine Folge der allgemeinen Binnenmigration und Säkularisierung, des Zuzugs von osteuropäischen Spätaussiedlern und von südeuropäischen Gastarbeitern nach dem Zweiten Weltkrieg.
Ein Indiz für die Verteilung kann die Angabe der konfessionellen Zugehörigkeit der Schüler der Stadt Porta Westfalica sein. Demnach sind rund 70 % der Schüler evangelisch, 6 % katholisch, 2 % islamisch. 11 % geben an, einer sonstigen Konfession anzugehören, und 11 % rechnen sich keiner Konfession zu.
Im Ortsteil Möllbergen befand sich im Bornholzweg eines von deutschlandweit zehn Kongresszentren der Zeugen Jehovas, welches bis 2023 für Kongresse und Tagungen genutzt wurde. Das Einzugsgebiet erstreckte sich über einen Radius von circa 200 km. Im vorderen Teil des Zentrums ist die ortsansässige Versammlung Porta Westfalica untergebracht.

## Politik

### Bürgermeister
Die jetzige Bürgermeisterin der Stadt Porta Westfalica Anke Grotjohann (GRÜNE) wurde im Mai 2022 als Nachfolgerin von Sonja Gerlach gewählt, die am 25. Januar 2022 überraschend zurückgetreten war. Interims-Chef im Portaner Rathaus nach dem Rücktritt von Gerlach war der Technische Beigeordnete Stefan Mohme. Sonja Gerlach wurde 2020 in der Stichwahl mit 68,79 % der Stimmen zur Bürgermeisterin gewählt. Der Vorgänger Bernd Hedtmann (parteilos) wurde am 25. Mai 2014 als parteiloser Kandidat, der von der SPD und den GRÜNEN nominiert war, mit 63,91 % der gültigen Stimmen zum Bürgermeister gewählt. Er folgte damit Stephan Böhme (SPD) nach, der am 10. Oktober 2004 zum ersten Mal mit 54,3 % der gültigen Stimmen im zweiten Wahlgang zum Bürgermeister gewählt worden war. Für eine zweite Amtsperiode wurde Böhme am 30. August 2009 mit 44,59 % im Amt bestätigt.
Porta Westfalica hat seit der Wahl von Hilmar Wohlgemuth (CDU) am 26. September 1999 einen hauptamtlichen Bürgermeister. Das Amt des Stadtdirektors wurde mit der Einführung eines hauptamtlichen Bürgermeisters abgeschafft. Seitdem übernimmt der Bürgermeister auch die Aufgaben als Verwaltungschef.
Liste der bisherigen Bürgermeister:
| 1973–1983    | Willi Watermann (SPD)      |
| 1983–1999    | Heinrich Schäfer (SPD)     |
| 1999–2004    | Hilmar Wohlgemuth (CDU)    |
| 2004–2014    | Stephan Böhme (SPD)        |
| 2014–2020    | Bernd Hedtmann (parteilos) |
| 2020–2022    | Sonja Gerlach (CDU)        |
| 2022 – heute | Anke Grotjohann (GRÜNE)    |

### Stadtrat
- Grüne: 8
- SPD: 11
- FDP: 3
- Wählergruppe: 3
- CDU: 11
- AfD: 2

Der Stadtrat von Porta Westfalica hat derzeit 38 Sitze. Dazu kommt die Bürgermeisterin als Ratsvorsitzende. Die folgende Tabelle zeigt die Kommunalwahlergebnisse seit 1975:
| alle Quellen: 1994 bis 2004 Quelle 2014 | 2020  | 2020  | 2014    | 2014    | 2009    | 2009    | 2004    | 2004    | 1999    | 1999    | 1994    | 1994    | 1989    | 1989    | 1984    | 1984    | 1979    | 1979    | 1975    | 1975    |
| Partei                                  | Sitze | %     | Sitze   | %       | Sitze   | %       | Sitze   | %       | Sitze   | %       | Sitze   | %       | Sitze   | %       | Sitze   | %       | Sitze   | %       | Sitze   | %       |
| --------------------------------------- | ----- | ----- | ------- | ------- | ------- | ------- | ------- | ------- | ------- | ------- | ------- | ------- | ------- | ------- | ------- | ------- | ------- | ------- | ------- | ------- |
| SPD                                     | 11    | 27,62 | 19      | 45,32   | 17      | 40,99   | 17      | 42,70   | 17      | 41,96   | 20      | 50,03   | 23      | 51,36   | 22      | 48,23   | 23      | 50,12   | 23      | 49,73   |
| CDU                                     | 11    | 30,15 | 12      | 30,62   | 13      | 32,02   | 15      | 37,42   | 17      | 41,83   | 13      | 31,26   | 12      | 26,67   | 13      | 28,68   | 14      | 30,34   | 14      | 31,60   |
| Grüne                                   | 8     | 20,15 | 5       | 12,68   | 4       | 10,08   | 3       | 8,32    | 2       | 6,14    | 4       | 9,29    | 4       | 8,79    | 4       | 9,24    | −       | −       | −       | −       |
| FDP                                     | 3     | 7,29  | 3       | 8,39    | 4       | 10,46   | 5       | 11,56   | 4       | 10,07   | 4       | 9,41    | 6       | 13,18   | 6       | 13,85   | 8       | 18,29   | 8       | 18,67   |
| WP1                                     | 3     | 7,95  | −       | −       | −       | −       | −       | −       | −       | −       | −       | −       | −       | −       | −       | −       | −       | −       | −       | −       |
| AfD                                     | 2     | 6,33  | −       | −       | −       | −       | −       | −       | −       | −       | −       | −       | −       | −       | −       | −       | −       | −       | −       | −       |
| REP                                     | 0     | 0,21  | 1       | 2,61    | 1       | 1,67    | −       | −       | −       | −       | −       | −       | −       | −       | −       | −       | −       | −       | −       | −       |
| Einzelbewerber                          | 0     | 0,29  | 0       | 0,38    | 0       | 1,74    | −       | −       | −       | −       | −       | −       | −       | −       | −       | −       | 0       | 1,25    | −       | −       |
| Linke                                   | −     | −     | −       | −       | 1       | 3,03    | −       | −       | −       | −       | −       | −       | −       | −       | −       | −       | −       | −       | −       | −       |
| Gesamt2                                 | 38    | 100   | 40      | 100     | 40      | 100     | 40      | 100     | 40      | 100     | 41      | 100     | 45      | 100     | 45      | 100     | 45      | 100     | 45      | 100     |
| Wahlbeteiligung                         | 51,30 | 51,30 | 49,86 % | 49,86 % | 50,52 % | 50,52 % | 54,23 % | 54,23 % | 54,07 % | 54,07 % | 82,31 % | 82,31 % | 70,49 % | 70,49 % | 73,04 % | 73,04 % | 78,02 % | 78,02 % | 88,03 % | 88,03 % |

1WP: Wir in Porta 2ohne Berücksichtigung von Rundungsdifferenzen

### Wappen, Flagge und Banner
| Banner, Wappen und Hissflagge |  |
|                               |  |
|                               |  |

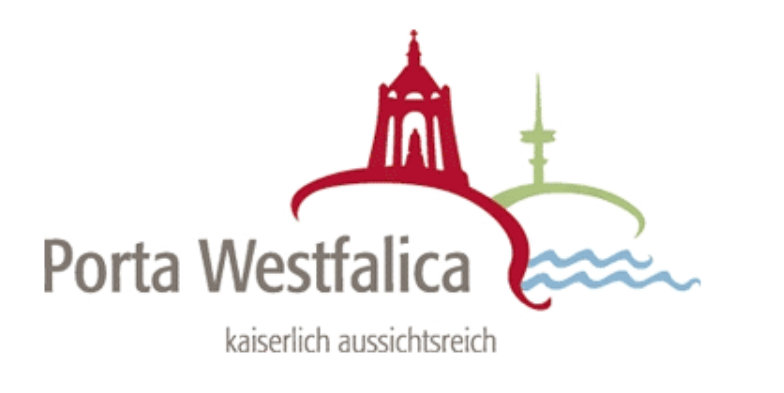
Logo der Stadt Porta Westfalica seit 2009

Der Stadt Porta Westfalica ist mit Urkunde des Regierungspräsidenten in Detmold vom 12. November 1973 das Recht zur Führung eines Wappens, einer Flagge und eines Banners verliehen worden.
Beschreibung lt. Hauptsatzung § 2:
Durch Zinnenschnitt in Rot und Silber (Weiß) geteilt; oben drei silberne (weiße) Zinnentürme, unten ein roter balkenweise gelegter Adlerflügel mit goldenem (gelbem) Kleestängel
Das Wappen wurde bereits am 3. Februar 1936 durch den Oberpräsidenten der Provinz Westfalen an das Amt Hausberge verliehen. Die Zinnenmauer mit den Türmen symbolisiert die ehemalige Schalksburg in Hausberge, dem Stammsitz der Edelherren von Berge, welche wiederum einen Adlerflügel im Wappen führten. Die Farben Rot und Silber weisen auf die frühere Landesherrschaft der Fürstbischöfe von Minden hin, zu dem das Gebiet der heutigen Stadt jahrhundertelang gehörte.
Die Hissflagge ist rot und weiß geteilt mit dem von der Mitte zur Stange verschobenen Stadtwappen. Das Banner ist rot und weiß gespalten belegt mit dem Wappen oberhalb der Mitte.
Seit 2009 tritt die Stadt Porta Westfalica mit einem neuen Logo statt dem Stadtwappen auf. Sie wird damit künftig in den Bereichen Tourismus und Wirtschaftsförderung für sich werben. Die für die Stadt wichtigen Erkennungsmerkmale Kaiser-Wilhelm-Denkmal, Fernsehturm sowie Berg und Fluss sind im Logo dargestellt.

### Städtepartnerschaften
Mit dem Bau der Berliner Mauer beschloss die Amtsvertretung des Amtes Hausberge am 21. Dezember 1962, den Älteren und Kindern in Berlin in ihrer Not zu helfen. Die Politik entschied sich für den Bezirk Berlin-Kreuzberg, und am 30. August 1968 beschlossen die Vertreter von Porta Westfalica und Berlin-Kreuzberg eine Partnerschaft zu begründen, um menschliche, kulturelle und kommunalpolitische Beziehungen zu pflegen. 1973 wurde die Partnerschaft, nach der Auflösung des Amtes Hausberge, auf die Stadt Porta Westfalica übertragen. Mit der Bezirksreform in Berlin 2001 ging die Partnerschaft auf den Bezirk Friedrichshain-Kreuzberg über. Die Partnerschaftsvereine pflegen intensive Beziehungen und besuchen sich gegenseitig zu Veranstaltungen.
Der Rat der Stadt Porta Westfalica schickte am 3. Oktober 1990 eine Grußkarte an die Bürger der Hansestadt Demmin in Mecklenburg-Vorpommern. Man wollte der Stadt regelmäßige Aufbauhilfen zukommen lassen. Daraus hat sich eine Städteverbindung entwickelt, die am 17. Dezember 1990 besiegelt wurde. Am 10. September 2004 wurde die Verbindung zu einer echten Partnerschaft aufgewertet. Die örtlichen Vereine tauschen einander aus und besuchen sich.
1979 entdeckte Vera Kohlmeyer aus Waterloo (Illinois/Vereinigte Staaten), dass sie deutsche Vorfahren in Porta Westfalica hatte; drei der vier Großelternteile sind um 1850/60 mit vielen anderen aus der Umgebung in die USA ausgewandert. Zusammen mit August Macke aus Porta Westfalica wurden die ersten Kontakte geknüpft, die am 1. Oktober 1980 urkundlich festgelegt wurden. 1983 kam eine erste Gruppe von Besuchern aus Waterloo nach Ostwestfalen. Seitdem finden regelmäßige Besuche der Partnerstädte statt.

## Kultur und Sehenswürdigkeiten

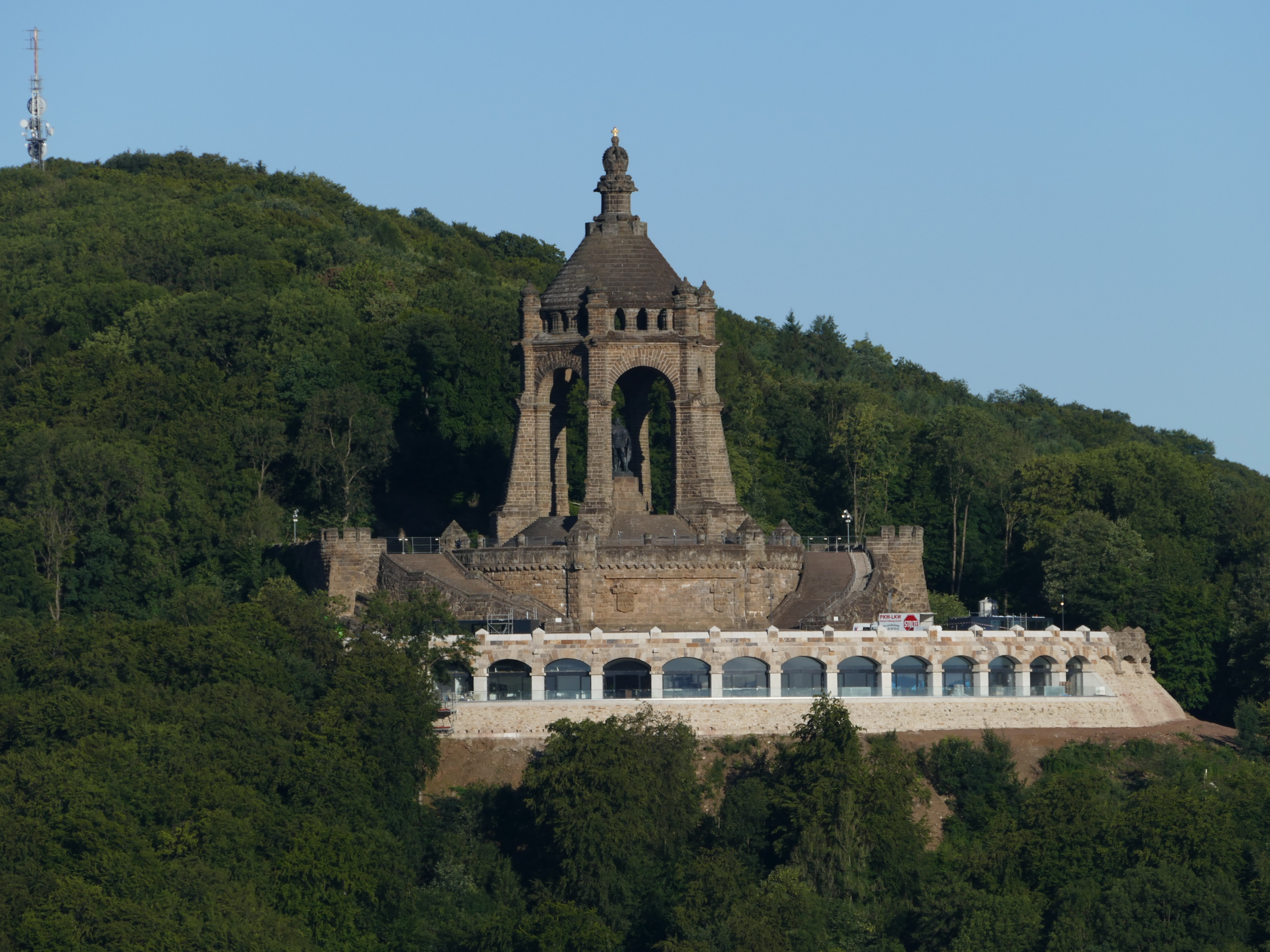
Kaiser-Wilhelm-Denkmal mit wiederhergerichteter Ringterrasse (2018)

### Theater
Im Ortsteil Barkhausen befindet sich in einem ehemaligen Steinbruch, direkt unterhalb des Kaiser-Wilhelm-Denkmals, die Goethe-Freilichtbühne. In den Sommermonaten wird dort je ein Erwachsenen- und ein Kinderstück aufgeführt. Weiterhin führt die Theater-AG des städtischen Gymnasiums Porta Westfalica jedes Jahr Stücke im Schulzentrum Süd auf. Die Künstlergruppe Spektakulär führen im Theater Spek Spek im Ortsteil Kleinenbremen Kleinkunst und Improvisationstheater auf.

### Museen
Seit 1995 existiert das Museum für Bergbau und Erdgeschichte. In einem Teil des Bergwerks in Kleinenbremen ist eine Ausstellung über die 100-jährige Geschichte des Eisenerzbergbaus eingerichtet.

### Musik
Die Musikschule der Stadt bietet Musikerziehung, -ausbildung und -pflege. Für Kinder bis zu drei Jahren gibt es einen Musikgarten, es folgt bis zu sechs Jahren die musikalische Früherziehung. Für Grundschulkinder wird eine musikalische Grundausbildung angeboten, danach können die Kinder im Instrumentenkarussell verschiedene Instrumente ausprobieren und lernen. Darüber hinaus wird Unterricht an verschiedenen Instrumenten angeboten. Ein Jugendsingkreis, zwei Chöre und drei Männergesangsvereine bieten etwas für Sänger.

### Bauwerke
Auf dem Wittekindsberg (276 m ü. NN), der noch zum Stadtgebiet gehört, steht das landschaftsprägende Kaiser-Wilhelm-Denkmal. Zu seinen Füßen findet sich das Hotel Kaiserhof. Sehenswert ist auch die Altstadt im zentralen Stadtteil Hausberge sowie das Besucherbergwerk in Kleinenbremen, einem Ortsteil direkt am Jakobsberg (238 m ü. NN) und an der A 2 gelegen.
Auf dem Jakobsberg steht mit dem 142 Meter hohen Fernmeldeturm (Typenturm) mit öffentlich zugänglicher Aussichtsplattform und Bismarck-Gedenkraum ein landschaftsprägendes Bauwerk, welches auch ein beliebtes Ausflugsziel mit Rundumsicht darstellt.
Sehenswert ist die Wittekindsburg auf dem Kamm des Wiehengebirges. Die Burg wurde im 10. Jahrhundert erbaut und wird heute als Café und Restaurant genutzt. Auf der Anlage liegen auch die Fundamente der alten Kreuzkirche. Die ältesten Siedlungsspuren einer Fliehburg reichen bis in die vorrömische Eisenzeit (3.–1. Jahrhundert v. Chr.) zurück.
Die unter anderem von Zwangsarbeitern erbauten U-Verlagerungen in Weser- und Wiehengebirge sind in der Regel nicht öffentlich zugänglich.
In Porta Westfalica verläuft parallel zur Weser der etwa 1,7 km lange, zweiröhrige Weserauentunnel. Der Tunnel, der am 6. Dezember 2002 eingeweiht wurde, soll den Stadtteil Barkhausen vom Durchgangsverkehr entlasten.

### Naturdenkmäler und -schutzgebiete

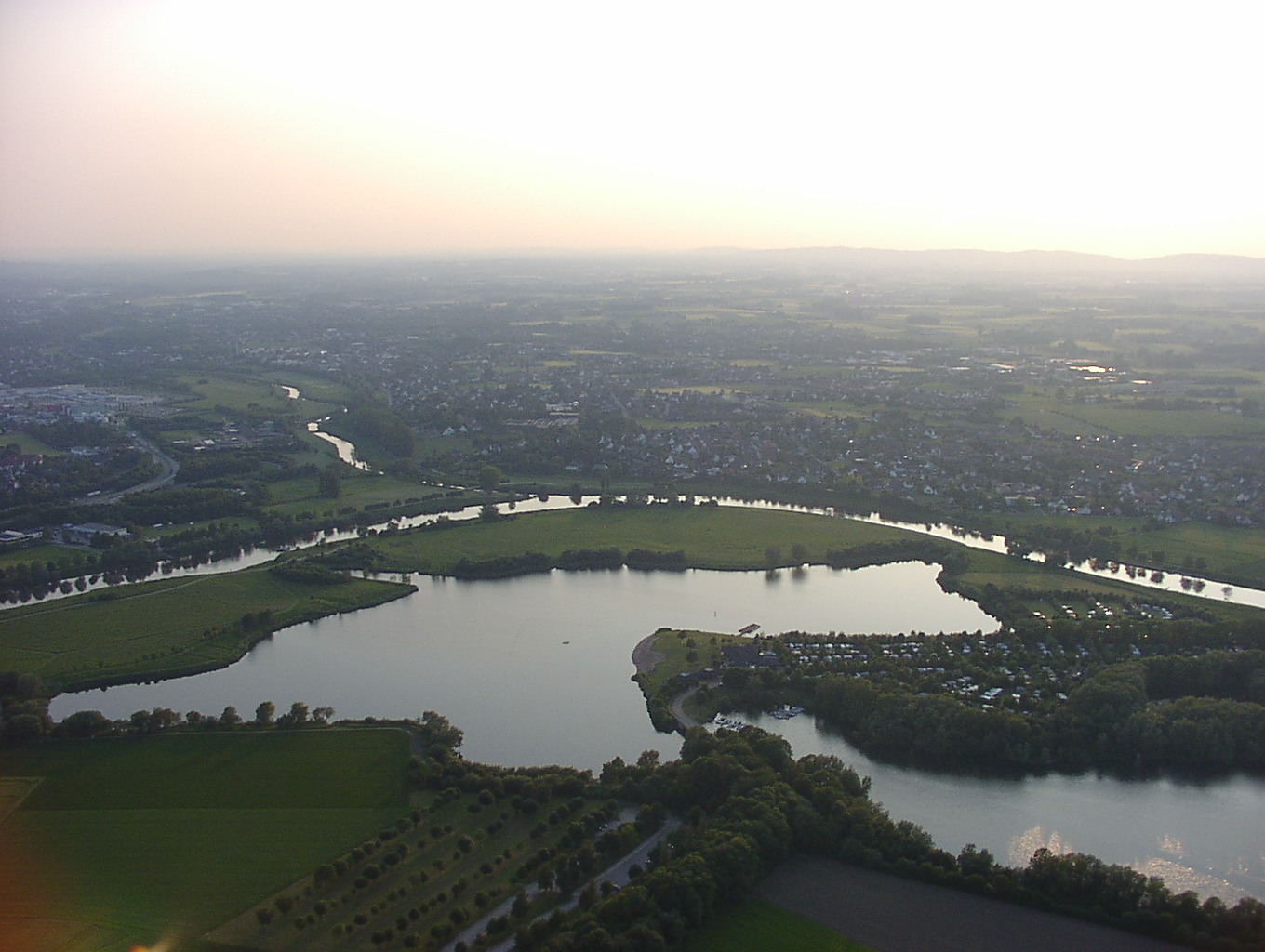
Großer Weserbogen

Der Weserdurchbruch Porta Westfalica in der Stadt Porta Westfalica wurde 2006 als nationales Geotop ausgezeichnet. Gleichzeitig ist die Eisenerzgrube Wohlverwahrt im Stadtteil Kleinenbremen als zweites nationales Geotop ausgezeichnet worden.
In Porta Westfalica gibt es 16 Naturschutzgebiete mit unterschiedlichen Schutzzwecken. Das größte, der Wittekindsberg erstreckt sich mit 111,7 ha über die Städte Porta Westfalica und Bad Oeynhausen. Ein Waldpfad durch den Laubwald zeigt Besuchern die Umgebung in den Kategorien Waldökologie, Naturschutz, Archäologie, Historie und Geologie. In dem Gebiet sind der Uhu und der Baummarder heimisch.
Das Nammer Lager wird vom Naturschutzgebiet Nammer Klippen mit 74,10 ha umgeben. Das Bodendenkmal aus vorchristlicher Zeit ist eine Ringwallanlage aus der Zeit von 300 bis 100 vor Christus.
Die weiteren nennenswerten Naturschutzgebiete Auf dem Sprengel, Hehler Feld und Modde umfassen je knapp 50 ha. Sie liegen in alten Steinbrüchen und sind ehemalige Abgrabungsgewässer oder -gelände.

### Sport
Etwa 60 Vereine unterhalten das sportliche Angebot der Stadt Porta Westfalica. Die meisten von ihnen sind im Stadtsportverband organisiert. Vier Großsporthallen und mehrere kleine Hallen stehen den Sporttreibenden zur Verfügung. Darüber hinaus gibt es auch ein Hallen- und Freibad im Stadtgebiet. Neben den üblichen Breitensportarten gibt es einen Drachenfliegerclub, einen Sportfliegerverein, einen Segelverein und diverse Wassersportvereine. Der TuS Eisbergen wurde zweimal deutscher Meister im Korbball.

### Regelmäßige Veranstaltungen
Jedes Jahr am Pfingstsonntag ist das Portafest unterm Kaiser. Bei diesem Trachtenfest am Kaiser-Wilhelm-Denkmal treten Volkstanz- und Trachtengruppen aus der näheren und weiteren Umgebung und auch aus dem Ausland auf.
Am zweiten vollen Wochenende im September ist im Kern von Hausberge Stadtfest. Vom Stadtfestverein wird hier ein Flohmarkt mit Infoständen organisiert. Künstler treten auf und Live-Musik wird gespielt.
Seit 2007 richtet der Verein „umsonst & draussen Kultur e. V.“ jährlich, mit einigen Unterbrechungen, an einem Wochenende gegen Ende Juli oder Anfang August das Musikfestival Umsonst & Draußen auf den Weserwiesen in Porta Westfalica-Veltheim aus.
Jeweils am letzten Maiwochenende findet in Hausberge der Genussmarkt „Porta tischt auf“ statt. Fällt das letzte Maiwochenende auf Pfingsten, verschiebt sich der Termin auf das erste Juniwochenende.
Hinzu kommen die Schützenfeste der elf örtlichen Schützenvereine.

## Wirtschaft und Infrastruktur

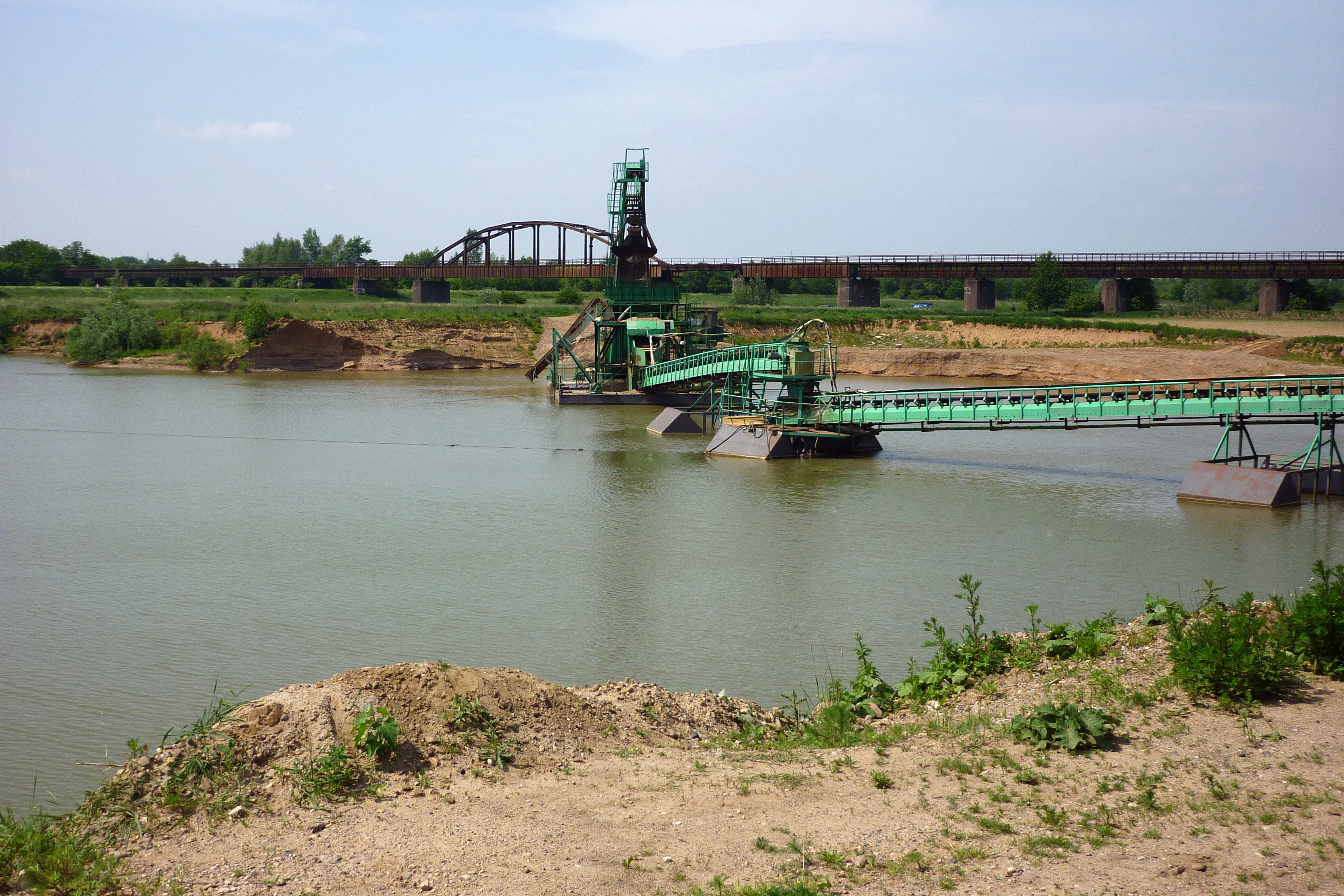
Kiesbagger und Ruine einer alten Eisenbahnbrücke

In Porta Westfalica steht das von E.ON betriebene, mittlerweile stillgelegte Kohlekraftwerk „Gemeinschaftskraftwerk Weser“. Seit dem 6. Januar 2006 wurde in dem Kraftwerk auch Müll verbrannt (Kunststoffe, Textilien, Filme und fotografische Papiere sowie Farb- und Lackabfälle). Gegen diese Müllverbrennung bestanden beträchtliche Widerstände der Bürger aus Porta Westfalica und den Kommunen in der Umgebung. Das Kraftwerk wurde im März 2015 stillgelegt, Strom wurde letztmals am 27. März 2015 produziert.
Die Freizeitanlage Großer Weserbogen bietet umgeben von Natur und Wasser Camping- und Freibadeanlage. Im Sommer verkehrt die Weserfähre Amanda zum gegenüberliegenden Ort Rehme der Stadt Bad Oeynhausen.
Seit 1965 gibt es im Ortsteil Barkhausen das Einkaufszentrum Porta Markt.
Lange Jahre gab es in der Nähe des Bahnhofs das Entsorgungsunternehmen Tönsmeier. Als Bahnamtliche Spedition im Jahr 1957 gegründet stieg es zum fünftgrößten Entsorger in Deutschlands auf, bevor es 2018 an Prezero verkauft wurde.

### Ansässige Unternehmen
In Porta Westfalica sind Brüder Schlau, ein Handelskonzern mit der Fachmarktkette Hammer, der Armaturenhersteller Grohe sowie das Möbelhaus Porta Möbel ansässig. Schäfers Brot, ein Backwarenhersteller der Edeka-Gruppe, das europaweit arbeitende Entsorgungsunternehmen und Umweltdienstleister Prezero, die Kieswerke der Weserkies und -sand Vertriebs GmbH und der Rollstuhlhersteller Meyra sind in Porta Westfalica ebenfalls ansässig.

### Verkehr

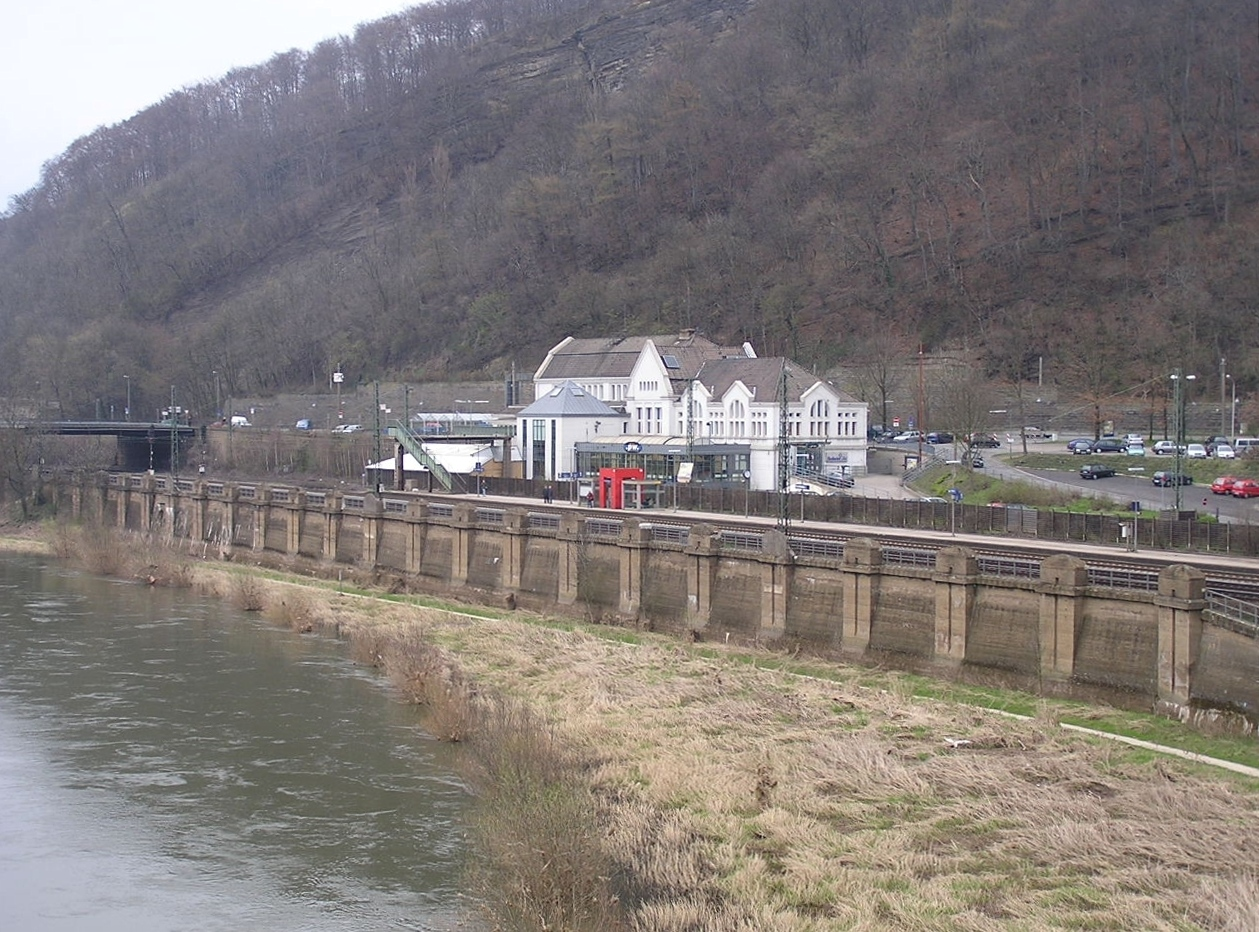
Der Bahnhof von Porta Westfalica

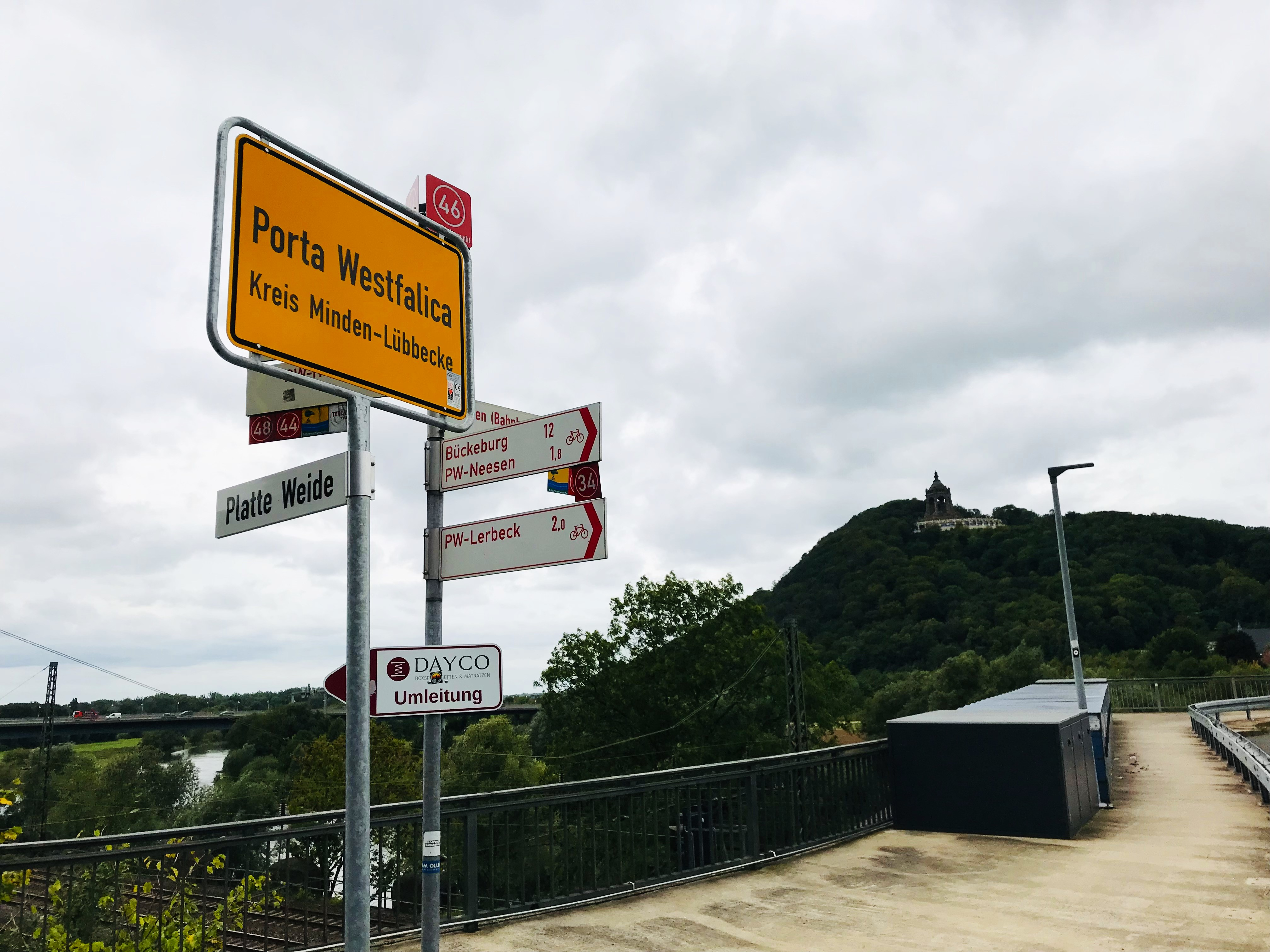
Ortseinfahrt mit Kaiser-Wilhelm-Denkmal und Radwegknotenpunkt

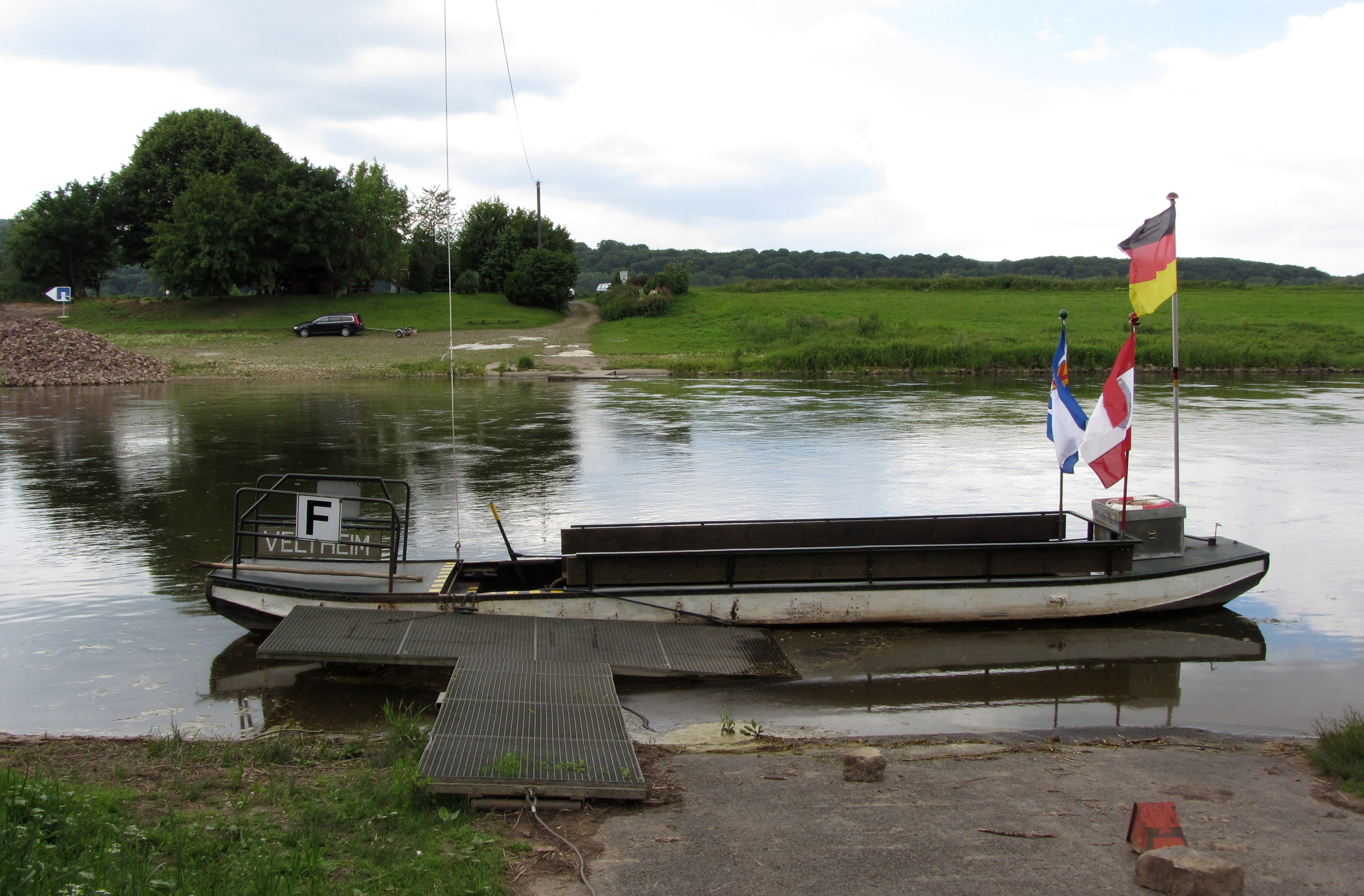
Seilfähre Veltheim

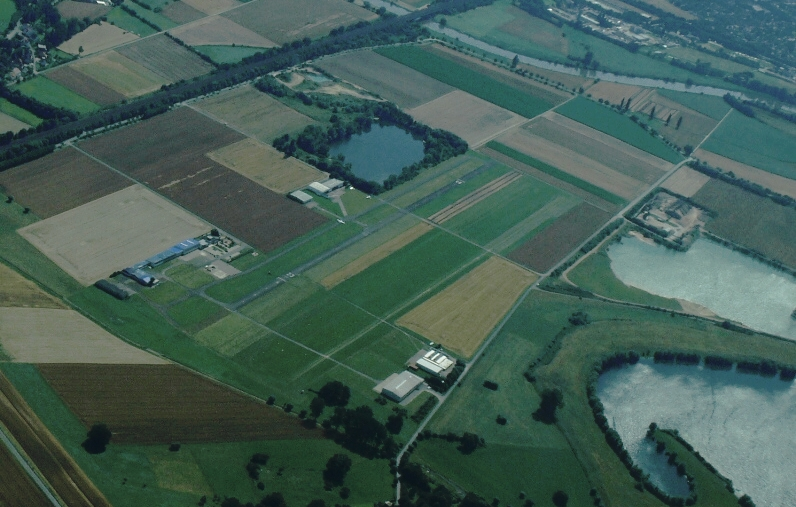
Flugplatz Porta Westfalica

Die Stadt Porta Westfalica liegt an der Autobahn A 2 und an den Bahnlinien Hannover – Amsterdam und Hannover – Köln. Für die Sehenswürdigkeit des Portadurchbruchtals und des Kaiser-Wilhelm-Denkmals ist das Empfangsgebäude am Bahnhof Porta gebaut worden.
Der Bahnhof Porta Westfalica liegt an der Bahnstrecke Hamm–Minden. Er wird jeweils stündlich von RE-Zügen Köln/Bonn Flughafen – Düsseldorf – Bielefeld – Minden (Rhein-Weser-Express) und RE-Zügen Rheine bzw. Bielefeld – Minden – Braunschweig bzw. Nienburg (Weser) bedient. Direkte Busverbindungen bestehen nach Minden. Die Stadt gehört zum Westfalentarif.
Die Bundesstraßen B 61 und B 482, welche teilweise autobahnähnlich ausgebaut sind, durchqueren das Gebiet. Beim Bau des Weserauentunnels wurde eine neue Weserbrücke in versetzter Lage errichtet. Die Vorgängerbrücke stammte aus dem Jahre 1954 und wurde im Zusammenhang mit einer neuen Obus-Strecke gebaut.
Die Stadt verfügt über mehrere Radwanderwege, besonders zu erwähnen ist hier der Weserradweg. In Veltheim gibt es eine Gierseilfähre für Fußgänger und Radfahrer.
Im Ortsteil Vennebeck liegt der Flugplatz Porta Westfalica für Klein- und Segelflugzeuge. Der nächste internationale Flughafen befindet sich im etwa 70 Kilometer entfernten Hannover.
Außerdem verkehrten in Barkhausen von 1893 bis 1959 die Straßenbahn Minden und von 1953 bis 1965 der Oberleitungsbus Minden.
Die beiden Weserufer werden bei Hausberge durch die Weserbrücke Porta und in Neesen durch die Theodor-Heuss-Brücke verbunden. Eine feste Weserquerung bestand bei Hausberge seit 1865. Zuvor verband hier die Fähre Porta die Ufer.

#### Wanderwege
Durch Porta Westfalica verlaufen neben dem Europäischen Fernwanderweg E11 (2500 km von Scheveningen (Niederlande) nach Gołdap (Polen)), der Burgensteig (115 km nach Höxter), der Runenweg (74 km nach Schlangen), der Wittekindsweg (95 km nach Osnabrück), der Weserweg (193 km nach Bremen) sowie der rund 70 Kilometer lange, von Detmold herführende Cheruskerweg.

### Medien
Das Mindener Tageblatt ist im Abonnement erhältlich. Der Marketingverein „Idee pro Porta e. V.“ veröffentlichte im Dezember 2003 die erste Ausgabe des vereinseigenen Porta Magazins, das bis heute zehn Mal jährlich erscheint und kostenlos an die Haushalte in Porta Westfalica verteilt wird.
Im Bereich des Rundfunks deckt sich das Sendegebiet von Radio Westfalica mit dem Kreis Minden-Lübbecke. Radio Westfalica gehört zur Sendergruppe Radio NRW.
Das Berichtsgebiet des Regionalstudios Bielefeld des WDR erstreckt sich auch über das Stadtgebiet von Porta Westfalica.

### Öffentliche Einrichtungen
Die Freiwillige Feuerwehr Porta Westfalica verfügt über eine hauptamtliche Feuer- und Rettungswache im Stadtgebiet. Das Gebiet ist in vier Brandabschnitte eingeteilt, die von 15 Löschgruppen in den Ortsteilen abgedeckt werden. Zur Nachwuchsförderung werden junge Menschen in 12 Jugendfeuerwehren ausgebildet.
Im Stadtteil Hausberge befindet sich die Hauptstelle der Stadtbücherei. Diese ist als Familienbibliothek konzipiert. Als Kinder- und Jugendbücherei ist eine Zweigstelle in Lerbeck eingerichtet. Insgesamt umfasst der Medienbestand etwa 27.000 Einheiten, darunter nicht nur Bücher, sondern auch etwa zehn Prozent neue Medien, wie CD-ROMs, Hörbücher oder Spiele.
Der Wirtschaftsbetrieb der Stadt Porta Westfalica übernimmt als eigenbetriebsähnliche Einrichtung der Stadt die Aufgaben der Abwasserentsorgung, der Abfallentsorgung, der Straßenunterhaltung (einschl. Sommer- und Winterreinigung), der Grünflächenunterhaltung, der Gewässerunterhaltung und die Friedhofsverwaltung.
Die Stadtwerke Porta Westfalica GmbH ist als lokaler Netzbetreiber für die Erdgas- und Trinkwassernetze im Stadtgebiet zuständig. Zudem betreibt das Unternehmen mehrere Wärmeanlagen. Als Versorger beliefert es Kunden mit Strom, Erdgas, Wasser und Wärme. 75,08 % gehören der Stadt Porta Westfalica und je 12,46 % den Energieunternehmen Westfalen Weser Netz GmbH und RWE Deutschland AG Dortmund
Der Abfall wird gemäß Abfallgesetz der Bundesrepublik Deutschland im Entsorgungszentrum Pohlsche Heide entsorgt.

### Bildung
Für die frühkindliche Bildung gibt es im Stadtgebiet 18 Kindergärten. Sieben Kindergärten werden von der AWO, sechs von Kirchengemeinden, einer vom DRK und vier durch andere Träger geführt.
Die Stadt unterhält zehn Grundschulen und drei weiterführende Schulen. Je eine Real- und Gesamtschule sowie ein Gymnasium runden das Bildungsangebot für Kinder und Jugendliche ab. Als erste weiterführende Schule im Stadtgebiet wird die Gesamtschule Porta Westfalica im Schuljahr 2012/13 mit dem „Gemeinsamen Unterricht“ im 5. Jahrgang beginnen. Die ehemalige Förderschule wurde mit einer Ratsentscheidung der Stadt Porta Westfalica vom 20. April 2015 aufgelöst.
Die Volkshochschule Minden ist ein Zweckverband der Kommunen Porta Westfalica, Minden, Petershagen und Hille.
Für die Erwachsenenbildung muss das Angebot der Volkshochschule im benachbarten Minden genutzt werden.
Zudem befindet sich in Porta Westfalica die „Malche“, ein theologisch-pädagogisches Seminar.

## Persönlichkeiten

### Söhne und Töchter der Stadt
Im heutigen Stadtgebiet von Porta Westfalica wurden geboren:
- 1523: Johann Bocerus, Dichter und Historiker
- 1822: Julius von Voigts-Rhetz, preußischer General der Artillerie
- 1833: Theodor Braun, evangelisch-lutherischer Theologe, Generalsuperintendent der Neumark und der Niederlausitz
- 1835: Marie Schmalenbach, Dichterin
- 1841: Sophie Henschel, Unternehmerin
- 1848: Eduard Goecker, evangelischer Pfarrer und Kirchenbauer
- 1856: Hermann Brandt, Begründer der Stadt Mariental in Namibia
- 1859: Karl Lichtwark, Organist und Komponist
- 1872: Ida Carola Ströver-Wedigenstein, Lyrikerin und bildende Künstlerin
- 1894: Martin Hutze, Kommunalpolitiker
- 1900: Wilhelm Witthaus, Politiker
- 1903: Fritz Schmidt, Politiker
- 1904: Willi Dieker, Politiker (SED) und Betriebsleiter, geboren in Lerbeck
- 1906: Walter Möller, Politiker
- 1906: Gerhard Koch, Jurist und Politiker
- 1916: Konstantin Josef Lüers OFM, römisch-katholischer Ordensgeistlicher, Bischof von Penedo in Brasilien
- 1920: Friedrich L. Boschke, Chemiker und Wissenschaftsautor
- 1921: Horst Mensching, Geograph und Hochschullehrer
- 1922: Heinz Schürmann, gründete 1951 Schüco und 1965 Granini
- 1926: Hans Schwier, Politiker, Kultusminister NRW a. D.
- 1926: Frido Wagener, Verwaltungswissenschaftler
- 1937: Karl Wilhelm Edelhoff, Politiker
- 1939: Manfred Dammeyer, Politiker
- 1945: Wolfgang Stegemann, evangelischer Theologe und Hochschullehrer
- 1945: Ekkehard W. Stegemann, evangelischer Theologe und Hochschullehrer
- 1946: Norbert Mette, römisch-katholischer Theologe und Hochschullehrer
- 1947: Ulrich Daldrup, Politiker, ehemaliger Bürgermeister der Stadt Aachen und Wissenschaftler
- 1948: Reinhard Korte, Kommunalpolitiker
- 1949: Horst A. Bruder, Aphoristiker
- 1955: Dierk Homeyer, Politiker

### Persönlichkeiten, die mit der Stadt in Verbindung standen oder stehen
- Die Herren vom Berge haben ihren Stammsitz an der Porta Westfalica
- Hermann von Lerbeck (um 1345–um 1410), Dominikaner und Chronist
- Kuno von der Goltz (1817–1897), preußischer General und Politiker
- Alexander von Oheimb (1820–1903), Politiker
- Bruno Schmitz (1858–1916) und Caspar von Zumbusch (1830–1915) entwarfen das Kaiser-Wilhelm-Denkmal
- Kurt von Plettenberg (1891–1945), deutscher Offizier, Forstmann und Widerstandskämpfer gegen den Nationalsozialismus; mauerte die preußische Königskrone unter der Kellertreppe der Kirche von Kleinenbremen ein, um sie vor Plünderung und Zerstörung zu schützen
- Karl Friedrich Stellbrink (1894–1943), Theologe, war Vikar in Barkhausen, Gegner des Nationalsozialismus
- Emil Steffann (1899–1968), erbaute die Kirche St. Walburga
- Friedrich Kohlmeier (1904–1994), Landrat und Mitglied des Landtages, Bürgermeister von Lerbeck
- Hermann Wicklein (1911–1986), SS-Obersturmführer, Lagerleiter des Außenlagers Barkhausen des KZ Neuengamme
- Yves Eigenrauch (1971), ehemaliger deutscher Fußballspieler, spielte in der Jugend für Blau-Weiß Lerbeck
- Isaak Guderian (1995), deutscher Sänger, Teilnehmer des Eurovision Song Contest 2024, aufgewachsen in Porta Westfalica-Costedt